# 銀翼殺手2049
《銀翼殺手2049》是一部2017年美國新黑色科幻電影，由丹尼·維勒納夫執導，漢普敦·芬奇與麥可·葛林共同撰寫劇本。本片為1982年電影的續集，其導演雷利·史考特則在本片中擔任執行製片人。前集演員哈里遜·福特回歸飾演瑞克·戴克，其他主演包括雷恩·葛斯林、安娜·德哈瑪斯、羅蘋·萊特、傑瑞德·雷托與戴夫·巴帝斯塔。劇情主要描述前集的三十年後，銀翼殺手K為了解決一個重大的危機而展開深入追查，而這一切的線索都指向失蹤已久的瑞克·戴克上。
《銀翼殺手2049》於2017年10月5日在香港和新加坡上映；6日在美國和臺灣上映；27日在中国大陆和日本上映（含2D、3D和IMAX等版本）。電影獲得正面為主的評價，視覺效果、攝影、剪輯、音效、美術、敘事為評論界稱讚的焦點。
《銀翼殺手2049》在第90屆奧斯卡金像獎上獲得五項提名，贏得最佳視覺效果獎和最佳攝影獎。本片在第71屆英國電影學院獎中獲得八項提名，包括最佳導演，贏得最佳攝影獎和最佳特別視覺效果獎。

## 劇情
複製人是泰瑞公司為地外殖民地設計出來的生物改造人，由于他們有強壯的身體所以適合當殖民地的奴工。在复制人发起一系列血腥起義戰后，泰瑞公司被禁止生產複製人导致公司破產。2020年生態系統的崩潰，而物理學家尼安德·華勒斯（Niander Wallace）的公司精於生產人造農作物让人類免遭飢荒，而他也由此发家。華勒斯得到了泰瑞公司的殘存技術創造出新一批絕對服從人類的複製人。但有諸多無壽命限制的舊型複製人倖存却被名为「銀翼殺手」的杀手追杀，遭到「除役」。
在2049年，複製人（亦称「生物工程人類」）成為了奴隸。K是一名「連鎖九型」複製人，亦是为洛杉磯警察局（LAPD）工作的「銀翼殺手」，負責追捕和退役（殺死）流浪複製人。某天在一个蛋白質農場裡，他杀死了曾用兇殘手段殺人的「連鎖八型」複製人謝波·摩頓（Sapper Morton），並且發現一個被埋在樹下的盒子。盒子內有一具留有剖腹產痕跡的女性複製人遺體，證明複製人是可以由性行為繁殖，而这在以前被認為是不可能的。K的直屬上司喬希（Joshi）擔心這可能會導致人類與複製人之間的戰爭，所以她命令K找到並杀死該複製人孩子以隱藏真相。
K探訪華勒斯公司的地球總部，該公司從DNA檔案中識別出女性尸骸来自名为瑞秋（Rachael）的「連鎖七型」复制人，她是當年由泰瑞博士設計出來的實驗性複製人。K了解瑞秋與前銀翼殺手瑞克·戴克（Rick Deckard）之間的情愛關係。公司總裁華勒斯希望查明複製人繁殖的秘密以擴大太空移民。他於是派他的複製人助手樂芙（Luv）去警局總部偷走瑞秋的遺骨，並跟著K以找到瑞秋的孩子。
在摩頓的農場，K看到刻在樹幹的日期6-10-21，並回忆起这与他的童年回憶中的一件木製玩具馬底部所刻数字相同。K的全像投影女友嬌伊（Joi）認為這正是K是由人生出的證據，K燒毀農場並離開。他搜索警局記錄，發現在那天出生的雙胞胎除了性染色體以外具有相同的DNA，但只有男孩被列為活著。K追蹤孩子到變成廢墟的聖地牙哥，但發現缺少了那一年的记录。K回忆起並找到了他记忆中被藏起來的玩具木馬。
他后来寻访複製人記憶設計師安娜·史特林博士（Ana Stelline），后者證實他對孤兒院的記憶是来源于人类亲身经历的，这让K認為自己正是瑞秋的兒子并情绪失控。随后在警局總部，K未通過後創傷基線測試，他與喬希談話并欺騙她他殺死了瑞秋的孩子，喬希給了K48小時让他逃走。嬌伊此時要求K將她轉移到移动装置中。他在分析玩具馬时发现輻射痕跡，并借此追踪到了拉斯維加斯的廢墟。他找到戴克并拆穿了戴克就是瑞秋孩子的父親，戴克為了保護孩子的身份而伪造出生記錄把孩子留在複製人自由運動的監護下。
樂芙后与喬希对峙索要K的位置不成便杀死了喬希，并追蹤K到戴克位於拉斯維加斯的藏身之地。她綁架了戴克，摧毀嬌伊並留下K一人等死。複製人自由運動解救了K。他們的領袖芙瑞莎（Freysa）告訴他，瑞秋的孩子其實是女性，所以他并不是瑞秋的兒子。為了防止戴克暴露瑞秋的孩子或者自由运动的信息给華勒斯，芙瑞莎要求K殺死戴克。
樂芙將戴克帶到華勒斯公司的總部與華勒斯見面。他把被複製的瑞秋带到戴克面前，试图引诱戴克透露他所知道的事情。戴克認出了假瑞秋的眼睛并非真正的瑞秋的绿色，樂芙于是殺死瑞秋複製人。樂芙在转移戴克到對面海岸的建築拷問的路上被K開飛行警車攔截，K成功杀死樂芙却身受重傷。他设计了戴克的假死以保護戴克免受華勒斯和流浪複製人追杀。他通过玩具马的记忆推斷出史特林博士就是戴克的女兒，故将戴克带到史特林博士的办公室相见。在戴克进门后，门外的K一動不動地倒在階梯上，仰天看着下雪的天空。而戴克則走進辦公室與史特林相見。

## 演員
- 雷恩·葛斯林飾演「K」（'K'）
- 哈里遜·福特飾演瑞克·戴克（Rick Deckard）
- 安娜·德哈瑪斯飾演嬌伊（Joi）
- 傑瑞德·雷托飾演尼安德·華勒斯（Niander Wallace）
- 羅蘋·萊特飾演喬希警督（Lieutenant Joshi）
- 戴夫·巴帝斯塔飾演謝波·摩頓（Sapper Morton）
- 藍尼·詹姆士飾演寇特頓（Mister Cotton）
- 麥坎西·黛維斯飾演瑪莉艾塔（Mariette）[5]
- 希薇亞·荷克絲飾演樂芙（Luv）
- 卡菈·尤利飾演安娜·史特林博士（Dr. Ana Stelline）
- 巴克哈德·阿卜迪飾演貝德格博士（Doc Badger）[6]
- 大衛·達斯馬齊連飾演可可（Coco）
- 希安·阿巴斯（英语：Hiam Abbass）飾演芙瑞莎（Freysa）
- 愛德華·詹姆斯·歐蒙飾演蓋夫（Gaff）

辛·楊在前集所飾演的瑞秋（Rachel）則由蘿倫·琵塔（Loren Peta）擔任體態演出，但在片尾演員表中仍將辛·楊列名。

## 製作

### 發展
電影（1982年）續集於1999年開始發展。史都華·海澤丁曾根據《銀翼殺手2：人類邊緣》而撰寫續集，其改編電影命名為《Blade Runner Down》；不過，後來因小說版權的問題而被擱置。第一部電影的導演雷利·史考特考慮開發續集，且暫定名為《Metropolis》，並在聖地牙哥國際漫畫展上表達了自己對續集的興趣。2008年驚悚電影《鷹眼》的編劇之一崔維斯·懷特與製片人巴特·約金打算合作開發續集。幾年後，他的同事約翰·格倫在2008年前離開了該計畫，他表示該劇本將會探討非洲殖民地的特性，以及泰瑞公司在創始人死亡後所發生的事件。
2009年6月，《紐約時報》報導，雷利·史考特和他的弟弟東尼·史考特正在製作一部《銀翼殺手》的前傳《Purefold》。該前傳被計劃為一系列5至10分鐘的短片，預計會以網路劇或電視劇的形式推出。由於版權問題，使該系列不能與1982年電影的角色或事件有所關連。2010年2月7日，由於資金問題，《Purefold》的製作已終止。2011年3月4日，io9報導，巴特·約金正在開發一部新的《銀翼殺手》電影。且還有報導說，克里斯多福·諾蘭是該片的最佳導演人選。
2011年8月18日，宣布，雷利·史考特將執導一部新的《銀翼殺手》電影，但不會在2013年前開始進行。製片人安德魯·科索夫指出，前集的演員哈里遜·福特不大可能會參與其中。史考特透露，該片「可能是一部續集」，但沒有以前的演員，而且他想找一名「可能能幫助[他]」的編劇。2012年2月和10月，科索夫和史考特都表示，續集仍在發展中，而福特則不太有望能回歸演出。
史考特於2014年11月表示，他不會執導該片，而僅是製片人，並預計於2014年底或2015年底開始製作，福特的角色只會出現在續集的「第三幕」中。2015年2月26日，續集確認由《私法爭鋒》（2013年）的導演丹尼·維勒納夫來執導，福特也會回歸演出瑞克·戴克一角，而前集的編劇漢普敦·芬奇也會再度撰寫其劇本；該片預計將於2016年中開始製作。

### 前期製作

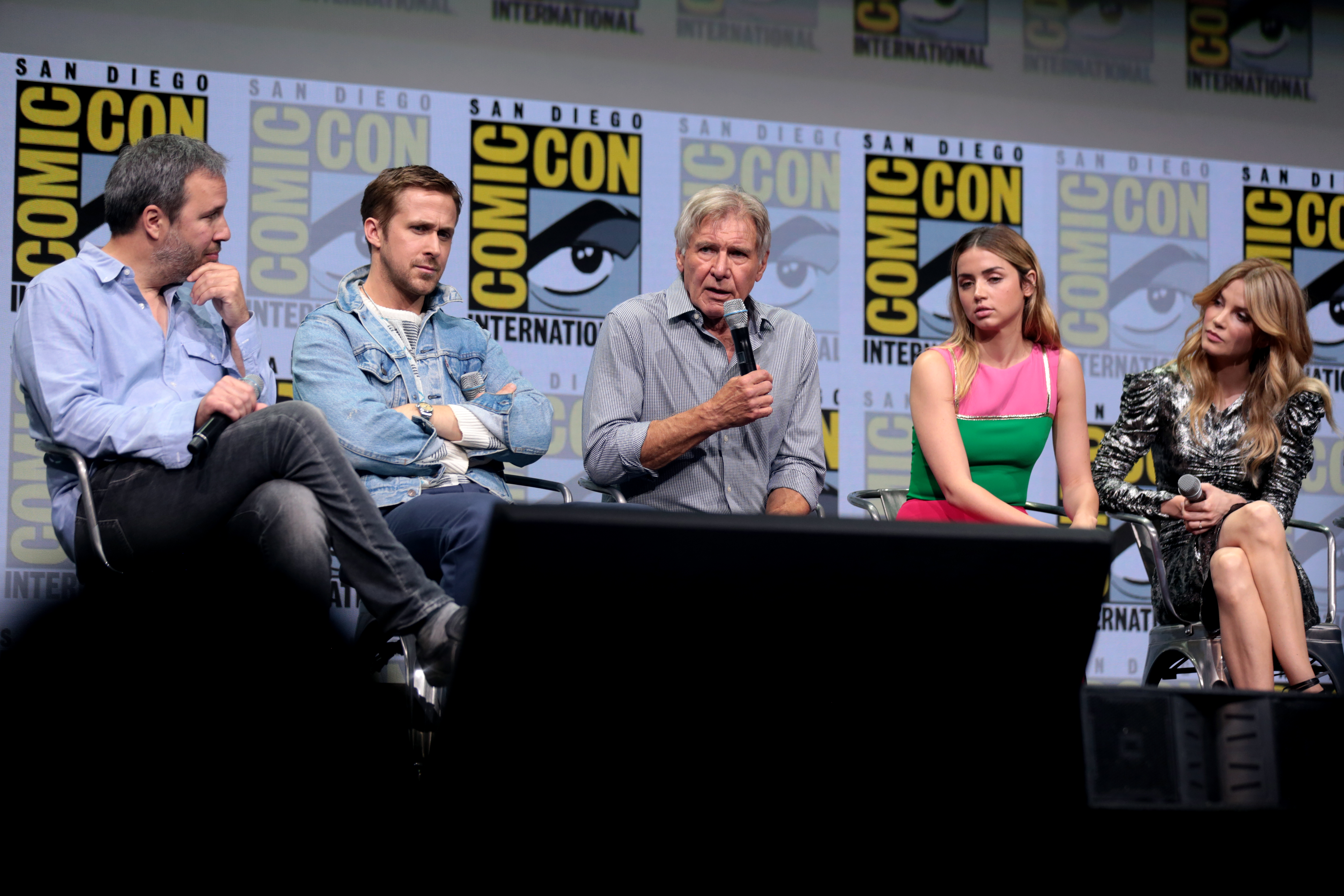
《銀翼殺手2049》的導演和主要演員們於2017年出席聖地亞哥國際動漫展。

2015年4月16日，雷恩·葛斯林加入參演會談。葛斯林於2015年11月證實他確定演出，透露主要是丹尼·維勒納夫和羅傑·狄金斯的緣故他才決定參演。 5月20日，狄金斯被聘為攝影指導。正式拍攝定於7月開始，華納兄弟負責美國內的發行，而索尼影視娛樂則負責在國際市場的發行。2016年2月，宣布上映日為2018年1月12日。在2015年的多倫多國際影展的採訪中，維勒納夫透露，劇情包含主角戴克是否為人或人造人的不確定性。
2016年3月31日，羅蘋·萊特進入參演的最後會談，4月2日，戴夫·巴帝斯塔在自己的網站上貼出摺紙的圖樣，暗示自己將會在片中飾演一名角色。4月4日，萊特和巴帝斯塔確定加入劇組，並打算於2016年7月開拍。2016年4月下旬，該片的上映日改為2017年10月6日，而安娜·德哈瑪斯與希薇亞·荷克絲也將參與演出。卡菈·尤利於2016年5月加入。6月，宣布麥坎西·黛維斯與巴克哈德·阿卜迪將參演電影，而大衛·達斯馬齊連和希安·阿巴斯則於7月時加入劇組。維納勒夫原本想讓大衛·鮑伊參演，但他在製作開始前過世；傑瑞德·雷托於8月加入演出。2017年3月，愛德華·詹姆斯·歐蒙證實，他將回歸演出蓋夫一角，但和前集一樣戲份不多。
維勒納夫在接受《娛樂周刊》採訪時透露，電影將設定於前集的幾十年後，電影雖同樣以洛杉磯為背景，但地球的氣候會有所不同，在片中的海洋、雨、雪都是有毒的。後來，雷利·史考特被證實將會擔任監製。維納勒夫在接受采访时表示北京也作为本片一个重要的设定参考样本，由前作导演雷德利·斯科特推荐给他。
2016年10月，宣布片名定作《銀翼殺手2049》，在此前皆是以《銀翼殺手2》暫稱。

### 拍攝
正式拍攝於2016年7月6日在布達佩斯進行。2016年8月25日，在歐瑞製片廠的一搭景倒塌，使一名建築工人被壓死。拍攝於2016年11月在匈牙利結束。

### 後期製作
《銀翼殺手2049》的剪輯工作在洛杉磯進行，於2016年12月開始；電影主要以R級方向製作。在2017年的聖地牙哥國際動漫展上，維勒納夫透露，目前電影初剪的片長為2小時半。

### 音樂
冰島作曲家約翰·約翰森被聘來為電影配樂，他曾與丹尼·維勒納夫在《怒火邊界》合作。約翰森表示，這一工作已經決定很久。他稱讚了前集的作曲家范吉利斯，認為這是一個很大的挑戰。 2017年7月，宣布漢斯·季默和班傑明·華爾費斯也將參與部分配樂。2017年9月，約翰森的經紀人宣布，約翰森已退出配樂的工作，且因合約上的規定而不得透露原因。

## 發行
《銀翼殺手2049》於2017年10月6日在美國上映，且藉由愛爾康娛樂和傲庫路思的合作，使得該片也同步推出VR體驗。華納兄弟影業與IMAX公司達成了協議，使《銀翼殺手2049》得以在IMAX戲院發行。《銀翼殺手2049》於2017年10月3日在洛杉磯首映，並於隔日在加拿大蒙特婁的新電影影展上放映。《银翼杀手2049》最初定于11月10日在中国大陆上映，之后又调档提前至10月27日。
華納兄弟主要負責在美國國內的發行，而所有的海外地區則由索尼影視娛樂所負責。因IMAX 2D在美國較受歡迎，因此美國國內的IMAX戲院僅有2D版本，但該片在國際市場上仍有3D版本。
《銀翼殺手2049》被美國電影協會評為「暴力、一點性、裸露和其語言。」據報導，該片時長達2小時43分，其中片尾名單就佔了11分鐘。中国大陆上映的版本有1分鐘左右的删减，并且在多个镜头都采用裁剪的形式规避裸露等视觉元素。而本片在土耳其等国上映时也在内容上进行了删减。
電影上映前，維勒納夫向Europa Plus透露，該片的院線版就是自己的版本，而不會像前集推出多種版本；如果片商又推出了其他版本的話那就與維勒納夫無關。

### 市場行銷
發行商華納兄弟公司於2016年12月19日釋出《銀翼殺手2049》的首支前導預告片及劇情簡介。2017年5月8日，官方釋出首支全長預告片。第二支預告於2017年7月17日釋出。
2017年8月29日，宣布維勒納夫已選了三名電影導演來分別執導短片，這三支短片主要敘述《銀翼殺手》與《銀翼殺手2049》間所發生的事件。第一支短片《2036：複製人時代》由路克·史考特執導，內容描述南德·華勒斯帶著他研發的新種複製人與國會議員們見面，以試圖解除複製人禁令。黃凱旋亦在片中演出。第二支短片《2048：無處可逃》同由路克·史考特執導，說明了摩頓招致K探員追捕的原因。第三支短片《銀翼殺手：2022大停電》是一部由渡邊信一郎所執導的動畫片，描述了電影中數度提及的重大事件「大停電」的始末。

## 迴響

### 專業評價
《銀翼殺手2049》獲得了普遍好評。爛番茄根據444條評論，該片持有88%的新鮮度，平均得分為8.3／10；該網站共識：「視覺震撼和令人滿意的敘事，《銀翼殺手2049》深刻擴展了前集的故事，同時也成就了一部令人印象深刻的電影。」。該片在Metacritic上則根據54條評論，獲得了81分，這代表著「整體正面的評價」。據CinemaScore調查，觀眾的評價在A+至F間落於「A-」。

### 票房
在美國和加拿大，分析師預估《銀翼殺手2049》在首週末能從3900間戲院中獲得約4300萬至5000萬美元的票房。2017年9月，根據Fandango的一項調查顯示，《銀翼殺手2049》是本檔期備受期待的作品之一。在海外市場上，預估首週末票房能增加至6000萬美元。該片於上映首日的票房僅1260萬美元，這使首週末的預估值降低至3200萬至3500萬美元。美國首週末票房達3150萬美元，遠低於初步的預估，儘管這成績使該片位居當週票房冠軍，以及維納勒夫和葛斯林職業生涯中最高的首週成績。Deadline.com將該表現歸因於其163分鐘的片長，而限制了戲院的放映次數，加上模糊的宣傳無法吸引普遍大眾，僅能依靠懷舊和較年長的粉絲捧場。
在海外地區，本估計能在首週從六十二個國家中獲得約1億美元的票房。該片於首週在國際上獲得了5220萬美元，全球首週票房達8170萬美元。其中在英國賺了800萬美元、俄羅斯賺了490萬美元、澳大利亞賺了360萬美元。中国大陆首周三天获得约5000万人民币票房，位列当周票房榜第四位。
| 上一届： 《金牌特務：機密對決》 | 2017年美國週末票房冠軍 第40週 | 下一届： 《忌日快樂》 |
| 上一届： 《金牌特務：機密對決》 | 2017年台北週末票房冠軍 第40週 | 下一届： 《氣象戰》   |

## 榮譽
《銀翼殺手2049》入圍了2017年金預告片獎的最佳預告片，並在後來成功獲獎。
| 獎項和提名          | 獎項和提名     | 獎項和提名       | 獎項和提名                                             | 獎項和提名 | 獎項和提名    |
| 獎項                | 頒發日期       | 類別             | 得獎者或提名者                                         | 結果       | 參考          |
| ------------------- | -------------- | ---------------- | ------------------------------------------------------ | ---------- | ------------- |
| 奧斯卡金像獎        | 2018年3月4日   | 最佳音效剪輯     | 馬克·曼基尼、西奧·格林                                 | 提名       | [ 79 ]        |
| 奧斯卡金像獎        | 2018年3月4日   | 最佳混音         | 丹尼斯·加斯納、亞歷山德拉·奎爾佐拉                     | 提名       | [ 79 ]        |
| 奧斯卡金像獎        | 2018年3月4日   | 最佳攝影         | 羅傑·狄金斯                                            | 獲獎       | [ 79 ]        |
| 奧斯卡金像獎        | 2018年3月4日   | 最佳視覺效果     | 約翰·尼爾森、格爾德·奈夫薩、保羅·蘭伯特、理查德·R·胡佛 | 獲獎       | [ 79 ]        |
| 奧斯卡金像獎        | 2018年3月4日   | 最佳美術設計     | 馬克·曼基尼、西奧·格林                                 | 提名       | [ 79 ]        |
| IndieWire影評人票選 | 2016年12月19日 | 2017年最值得期待 | 《銀翼殺手2049》                                       | 獲獎       | [ 80 ] [ 81 ] |
| 好萊塢電影大獎      | 2017年11月5日  | 製片獎           | 安德魯·A·卡索夫、柏德瑞克·強森和辛西婭·賽克斯          | 獲獎       | [ 82 ] [ 83 ] |
| 好萊塢電影大獎      | 2017年11月5日  | 藝術指導獎       | 丹尼斯·加斯納                                          | 獲獎       | [ 82 ] [ 83 ] |
| 金預告片獎          | 2017年6月6日   | 最佳預告片       | 《銀翼殺手2049》                                       | 獲獎       | [ 78 ]        |

## 外部連結
- AllMovie上《銀翼殺手2049》的资料（英文）
- Box Office Mojo上《銀翼殺手2049》的資料（英文）
- 互联网电影数据库（IMDb）上《銀翼殺手2049》的资料（英文）
- 爛番茄上《銀翼殺手2049》的資料（英文）
- Metacritic上《銀翼殺手2049》的資料（英文）
- 開眼電影網上《銀翼殺手2049》的資料（繁體中文）
- Yahoo奇摩電影上《銀翼殺手2049》的資料（繁體中文）
- 雅虎香港電影上《銀翼殺手2049》的資料（繁體中文）
- 豆瓣电影上《銀翼殺手2049》的資料 （简体中文）
- 时光网上《銀翼殺手2049》的資料（简体中文）